# Acoryphella zonata
Acoryphella zonata is een rechtvleugelig insect uit de familie veldsprinkhanen (Acrididae). De wetenschappelijke naam van deze soort is voor het eerst geldig gepubliceerd in 1907 door Giglio-Tos.
1. ↑  (en) Acoryphella zonata op de IUCN Red List of Threatened Species.